# O Meien
O Meien (Tradicional: 王銘琬; Simplificado: 王铭琬; Pinyin: Wáng Míngwǎn) (22 de noviembre de 1961, Taipéi, Taiwán) es un jugador de go profesional.

## Biografía
Es conocido por su rápido fuseki y su habilidad de lucha. Se profesionalizó en 1977, dos años después de mudarse a Japón. Alcanzó el 9 dan en 1992.

## Campeonatos y subcampeonatos
| Título      | Años ganado |
| ----------- | ----------- |
| Actuales    | 4           |
| Honinbo     | 2000, 2001  |
| Oza         | 2002        |
| Copa Daiwa  | 2007        |
| Extintos    | 2           |
| NEC Shun-Ei | 1989, 1991  |

| Título      | Años perdido |
| ----------- | ------------ |
| Actuales    | 5            |
| Honinbo     | 2002         |
| Oza         | 2003         |
| Shinjin-O   | 1987         |
| Copa NHK    | 1991         |
| Ryusei      | 2002         |
| Extintos    | 2            |
| NEC Shun-Ei | 1986, 1987   |